# Wiar

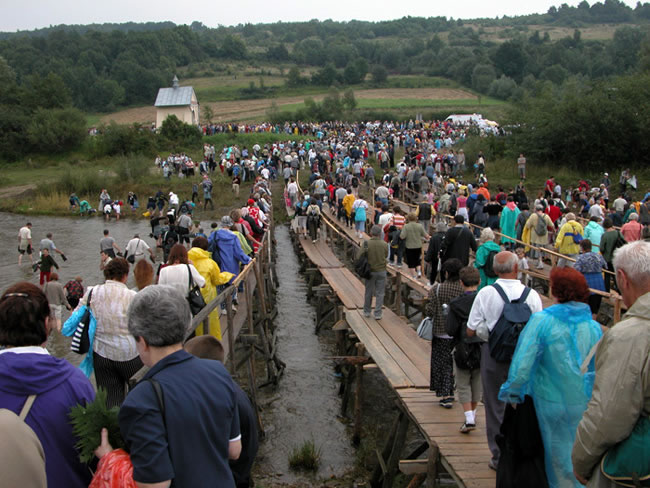
Kalwaria Pacławska, Ba Lan

Wiar hay Vihor (tiếng Ukraina: Вігор) là một phụ lưu tả ngạn của sông San tại đông nam Ba Lan và tây Ukraina. Sông dài 70,4 km, và đổ vào sông San gần Przemyśl.

## Mô tả
Chiều dài của sông là 70,4 km (theo số liệu khác là 66 km), trong đó 59,1 km thuộc Ba Lan, 11,3 km thuộc Ukraina. Diện tích lưu vực sông là 798,2 km². Thung lũng sông có dạng lòng máng, chiều rộng trung bình 500 m. Sông uốn lượn nhẹ, rộng 4–6 m (ở thượng lưu), nhiều thác ghềnh và vũng nước đọng; có những hồ móng ngựa. Phần đáy chủ yếu là đá-cuội. Độ dốc của sông là 4,9 m/km. Nguồn nước sông chủ yếu là từ mưa. Vào những thời kỳ mưa nhiều, vùng bãi bồi bị ngập, có những trận lũ có sức tàn phá khá lớn. Sông bị đóng băng vào tháng 12, tan băng vào cuối tháng 2-đầu tháng 3.

## Vị trí

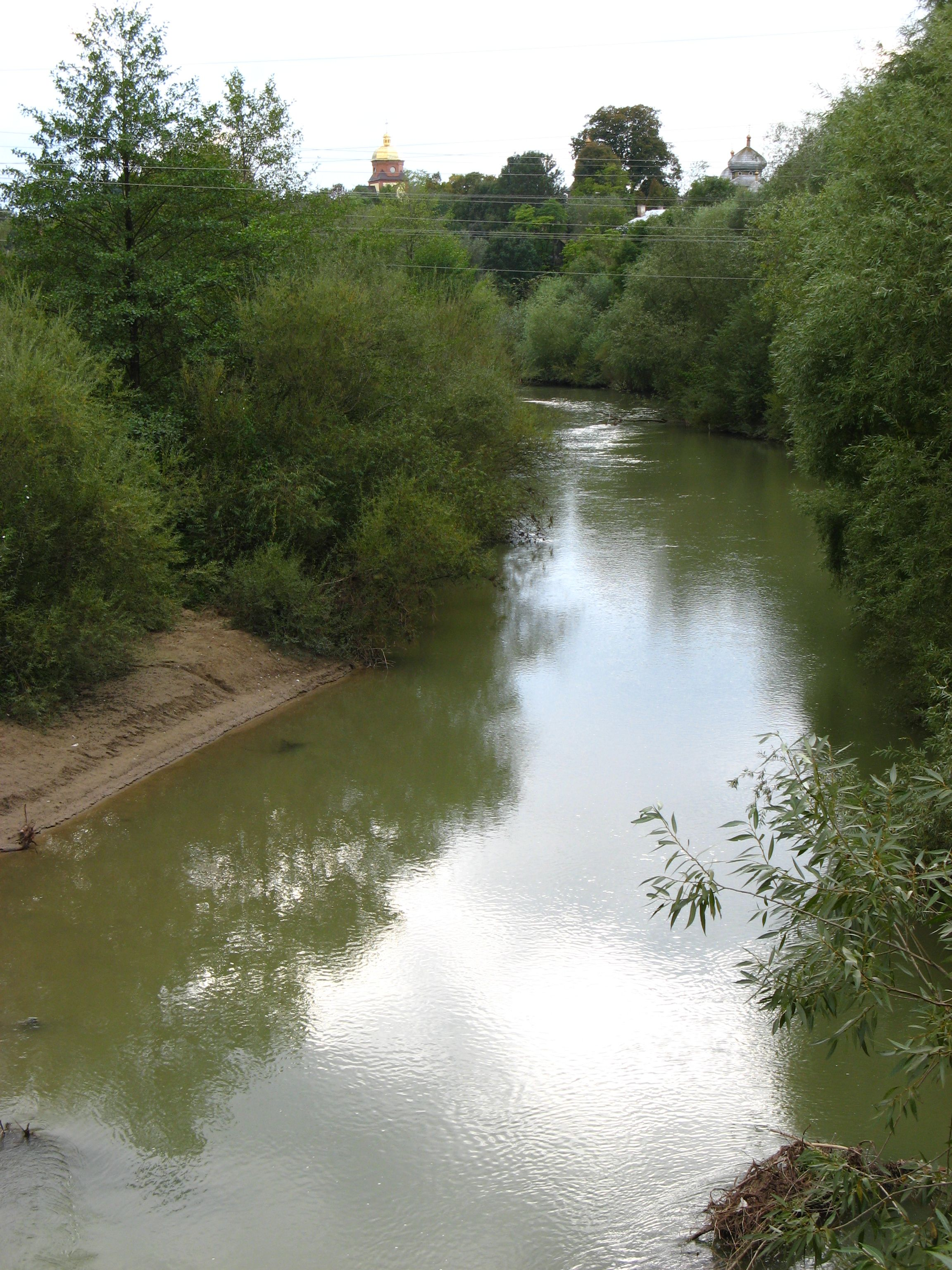
Sông Wiar

Wiar có nguồn gốc từ vùng núi  Đông Karpat trên lãnh thổ của Ba Lan. Đầu tiên nó chảy về phía tây bắc: qua các làng Rybotycze, Makowa và Huwniki về phía lãnh thổ Ukraina. Tuy nhiên, gần làng Nowosiółki Dydyńskie, sông gần như tạo thành một góc vuông, quay ngoắt về phía bắc - tới Nowe Sady và Sierakośce, tiếp cận biên giới Ukraina.
Sau khi vượt biên giới trong khu vực Pidmostychiv, Wiar tiếp tục đi xa hơn về phía bắc, qua làng Nyzhankovychi. Trên lãnh thổ của Ukraine, sông chủ yếu chảy về phía đông bắc, ở vùng hạ lưu sông chảy về phía tây bắc và bắc. Gần làng Tsikiv, Wiar lại vượt qua biên giới Ukraina-Ba Lan, chảy vào sông San ở ngoại ô phía đông thành phố Przemyśl của Ba Lan.

## Phụ lưu
Phụ lưu lớn nhất là Vyrva (hữu), các phụ lưu khác là Bibiska, Mala Vyrva , Bukhta (hữu); Zalissya (tả).

## Lịch sử
Năm 1099 , một trận chiến diễn ra trên bờ sông Wiar giữa quân đội của các thân vương trong xứ Galicia và quân đội của Quốc vương Hungary Kálmán.
Tên sông Wiar có nghĩa là dốc, chảy xiết. Nhà sử học Séc Lubor Niederle tin rằng cái tên này có nguồn gốc từ tiếng Celt..